# Brunogeierit
Brunogeierit ist ein sehr selten vorkommendes Mineral aus der Mineralklasse der „Silikate und Germanate“ (ehemals Oxide und Hydroxide, siehe Klassifikation) mit der Endgliedzusammensetzung Fe2+2Ge4+O4 und ist damit chemisch gesehen ein Eisen-Germanat. Strukturell zählt Brunogeierit zur Gruppe der Spinelle und wurde daher von seinen Erstbeschreibern auch als Germanium-Ferritspinell bezeichnet. Entsprechend der allgemeinen Schreibweise für Spinelle (AB2X4) kann die Formel für Brunogeierit mit GeFe2+2O4 angegeben werden.
Brunogeierit kristallisiert im kubischen Kristallsystem, entwickelt jedoch nur sehr selten mit bloßem Auge sichtbare Kristalle bis etwa 5 mm Größe. Gewöhnlich findet er sich, umgeben von Stottit, in Form krustiger Überzüge von 40 bis 50 μm auf Tennantit, der wiederum Einschlüsse von Renierit enthält. Ebenso kann Brunogeierit von Sphalerit und Magnetit eingeschlossen sein.
Das Mineral ist im Allgemeinen undurchsichtig (opak) und von grauer bis grauschwarzer Farbe mit bräunlichen Innenreflexionen im Auflichtmikroskop. Die Oberflächen der Kristalle weisen einen schwachen metallischen Glanz auf.

## Etymologie und Geschichte
Entdeckt wurde Brunogeierit in der weltberühmten Cu-Pb-Zn-Ag-Ge-Cd-Lagerstätte „Tsumeb Mine“ (auch Tsumcorp Mine) nahe der gleichnamigen Bergbaustadt in der Oshikoto-Region von Namibia. Die Erstbeschreibung erfolgte 1972 durch Joachim Ottemann und Bernhard Nuber, die das Mineral nach dem früheren Chef-Mineralogen der Tsumcorp Bruno H. Geier (1902–1987) benannten, um seine Verdienste um die Erforschung der Mineralparagenesen von Tsumeb zu ehren.
Ein Aufbewahrungsort für das Typmaterial von Brunogeierit ist nicht definiert.

## Klassifikation
Die strukturelle Klassifikation der International Mineralogical Association (IMA) zählt den Brunogeierit zur Spinell-Supergruppe, wo er zusammen mit Ahrensit, Filipstadit, Qandilit, Ringwoodit, Tegengrenit und Ulvöspinell die Ulvöspinell-Untergruppe innerhalb der Oxispinelle bildet.
In der veralteten 8. Auflage der Mineralsystematik nach Strunz ist der Brunogeierit noch nicht verzeichnet.
Im zuletzt 2018 überarbeiteten und aktualisierten Lapis-Mineralienverzeichnis nach Stefan Weiß, das sich im Aufbau noch nach dieser alten Form der Systematik von Karl Hugo Strunz richtet, erhielt das Mineral die System- und Mineral-Nr. IV/B.04-050. In der „Lapis-Systematik“ entspricht dies der Klasse der „Oxide und Hydroxide“ und dort der Abteilung „Oxide mit dem Stoffmengenverhältnis Metall : Sauerstoff = 3 : 4 (Spinelltyp M3O4 und verwandte Verbindungen)“, wo Brunogeierit zusammen mit Coulsonit, Magnesiocoulsonit, Qandilit, Ulvöspinell und Vuorelainenit die Gruppe der „V/Ti/Ge-Spinelle“ mit der Systemnummer IV/B.04 bildet.
Die von der IMA zuletzt 2009 aktualisierte 9. Auflage der Strunz’schen Mineralsystematik ordnete den Brunogeierit zunächst ebenfalls in die Abteilung der Oxide mit Stoffmengenverhältnis „Metall : Sauerstoff = 3 : 4 und vergleichbare“ ein. Diese ist weiter unterteilt nach der relativen Größe der beteiligten Kationen, sodass das Mineral entsprechend seiner Zusammensetzung in der Unterabteilung „Mit ausschließlich mittelgroßen Kationen“ zu finden war, wo es zusammen mit Chromit, Cochromit, Coulsonit, Cuprospinell, Filipstadit, Franklinit, Gahnit, Galaxit, Hercynit, Jakobsit, Magnesiochromit, Magnesiocoulsonit, Magnesioferrit, Magnetit, Manganochromit, Nichromit (N), Qandilit, Spinell, Trevorit, Ulvöspinell, Vuorelainenit und Zincochromit die „Spinellgruppe“ mit der System-Nr. 4.BB.05 bildete.
Seit 2011 wird Brunogeierit allerdings in die Klasse der „Silikate und Germanate“ eingeordnet und ist dort zusammen mit Ringwoodit in der neu definierten „Ringwooditgruppe“ mit der Systemnummer 9.AC.15 innerhalb der Unterabteilung der „Inselsilikate ohne weitere Anionen; Kationen in oktaedrischer [6] Koordination“ zu finden.
In der vorwiegend im englischen Sprachraum gebräuchlichen Systematik der Minerale nach Dana hat Brunogeierit die System- und Mineralnummer 07.02.02.07. Dies entspricht der Klasse der „Oxide und Hydroxide“ und dort der Abteilung „Mehrfache Oxide“. Hier steht das Mineral zusammen mit Magnesioferrit, Jakobsit, Magnetit, Franklinit, Trevorit und Cuprospinell in der „Eisen-Untergruppe“ mit der Systemnummer 07.02.02 innerhalb der Unterabteilung „Mehrfache Oxide (A+B2+)2X4, Spinellgruppe“.

## Chemismus
Die Endgliedzusammensetzung Fe2+2Ge4+O4 besteht aus 44,98 % Eisen (Fe), 29,25 % Germanium (Ge) und 25,77 % Sauerstoff (O). Bei der Elektronenstrahlmikroanalyse des Typmaterials aus Tsumeb stellte sich heraus, dass ein geringer Teil des Germaniums von 0,05 bis 0,13 % durch Eisen ersetzt (substituiert) ist. Die entsprechend angepasste empirische Zusammensetzung wird mit (GexFe1-x)Fe2O4 mit einem Wert für x = 0,87 bis 0,95.

## Kristallstruktur
Brunogeierit kristallisiert kubisch in der Raumgruppe Fd3m (Raumgruppen-Nr. 227) mit dem Gitterparametern a = 8,41 Å sowie 8 Formeleinheiten pro Elementarzelle.

## Bildung und Fundorte
An seiner Typlokalität, der „Tsumeb Mine“ in Namibia bildete sich Brunogeierit im polymetallischen Erzkörper der unteren Oxidationszone in einer Tiefe von etwa 930 Metern, genauer unterhalb der 29. Sohle, die in einer Tiefe von 922,6 m liegt. Als Begleitminerale traten hier Galenit, Tennantit, Renierit, Smithsonit und Stottit sowie untergeordnet Cerussit auf.
Brunogeierit gehört zu den sehr selten Mineralbildungen und ist daher bisher nur in wenigen Proben aus zwei Ländern bekannt geworden. Neben der „Tsumeb Mine“, die auch der bisher einzige Fundort in Namibia ist, trat das Mineral noch an einigen Orten in Frankreich, genauer in der Region Okzitanien, auf.
In einer Blei-Zink-Lagerstätte bei Carboire im Département Ariège findet sich neben Brunogeierit unter anderem noch das dort erstmals entdeckte Mineral Carboirit, die ebenfalls seltenen Germaniumminerale Argutit und Briartit sowie als weiteren Spinell den Magnetit. Des Weiteren fand sich Brunogeierit noch in den nahe gelegenen Ortschaften Saubé (Gemeinde Cauflens) und Sentein-Bentaillou (Gemeinde Saint-Girons).

Im Département Haute-Garonne wurde Brunogeierit zusammen mit Argutit, Kassiterit und Sphalerit in den Lagerstätten Plan d'Argut und Rimbatz bei Argut-Dessous, an mehreren Fundpunkten in der Gemeinde Bagnères-de-Luchon sowie bei Pal Bidao und Pale de Raze (Gemeinde Saint-Béat) gefunden.

Im Département Hautes-Pyrénées trat Brunogeierit ebenfalls zusammen mit Argutit, Kassiterit und Sphalerit bei Lèches nahe der Stadt Lourdes auf.
Brunogeierit kann zudem synthetisch hergestellt werden, indem man Eisen (Fe), Magnetit (Fe3O4) und Germanium(IV)-oxid (GeO2) im Verhältnis 1 : 1 : 2 mischt und bei 1000 °C sechs Tage lang erhitzt, wobei gut entwickelte, oktaedrische Kristalle entstehen.